# Huazhuang (köpinghuvudort i Kina, Jiangsu Sheng, lat 31,48, long 120,34)
Huazhuang (kinesiska: 华庄, 华庄街道) är en köpinghuvudort i Kina. Den ligger i provinsen Jiangsu, i den östra delen av landet, omkring 160 kilometer sydost om provinshuvudstaden Nanjing. Antalet invånare är 83 552. Befolkningen består av 38 182 kvinnor och 45 370 män. Barn under 15 år utgör 10,0 %, vuxna 15-64 år 81 %, och äldre över 65 år 7,0 %.
Runt Huazhuang är det tätbefolkat, med 762 invånare per kvadratkilometer. Närmaste större samhälle är Wuxi, 10,8 km nordväst om Huazhuang. Trakten runt Huazhuang består till största delen av jordbruksmark.
Genomsnittlig årsnederbörd är 1 613 millimeter. Den regnigaste månaden är augusti, med i genomsnitt 234 mm nederbörd, och den torraste är januari, med 55 mm nederbörd.